# Nunbal
Nunbal (눈발?), anche noto con il titolo inglese A Stray Goat, è un film del 2016 diretto da Cho Jae-min ed interpretato da Park Jin-young e Ji Woo. Il film segna il debutto cinematografico di Park Jin-young.
Il film venne presentato in anteprima al 17° Jeonju International Film Festival del 30 aprile 2016 e venne distribuito nei cinema solamente dal 1 marzo 2017.

## Trama
Min-sik si trasferisce con la sua famiglia in un villaggio rurale nella provincia di Gyeongsang. Qui incontra Ye-joo, una compagna di classe vittima di bullismo da parte di altri perché suo padre è stato accusato di omicidio.

## Produzione
Nunbal è stato prodotto dalla Myung Films, la casa di produzione che produsse Joint Security Area, Geonchukhakgaeron e Cart. È una produzione degli studenti del primo trimestre della Myung Film Movie School che è stata fondata da Myung Films. È anche il debutto alla regia di Cho Jae-min.

## Accoglienza
Il film ha incassato ai botteghini 107.567 dollari.